# Гуцало, Александр Семёнович
Александр Семёнович Гуцало (1911 — 1946) — участник Великой Отечественной войны, штурман 845-го истребительного авиационного полка 269-й истребительной авиационной дивизии 4-й воздушной армии 2-го Белорусского фронта, капитан. Герой Советского Союза (1946, посмертно).

## Биография
Родился 7 марта (20 марта по новому стилю) 1917 года в г. Актюбинске Казахской ССР (ныне Республики Казахстан) в семье рабочего (по происхождению украинца).
Окончил 8 классов Актюбинской железнодорожной школы. После этого его родители переехали в г. Тихорецк Краснодарского края, где Александр учился на рабфаке и одновременно занимался в аэроклубе. Работал токарем.
В Красной Армии с 1937 года. Окончил Грозненскую авиационную школу стрелков-бомбардиров, а в 1941 — Энгельсскую военную авиационную школу пилотов. На фронтах Великой Отечественной войны с декабря 1941 года. Член ВКП(б) с 1945 года.
Штурман 845-го истребительного авиационного полка капитан Александр Гуцало совершил 494 боевых вылета, провёл 52 воздушных боя, сбил лично 11 самолётов и в группе 2 самолёта противника.
После войны продолжил служить в Военно-воздушных силах СССР.
Умер 28 января 1946 года в [[Польша|Польше}}.

## Награды
- Звание Героя Советского Союза присвоено 15 мая 1946 года (посмертно).
- Награждён орденом Ленина, тремя орденами Красного Знамени, орденами Александра Невского и Отечественной войны 1-й степени, а также медалями СССР.

## Память
- На здании ПТУ № 12 в Тихорецке Герою установлена мемориальная доска.
- в честь Гуцало названа улица в Актобе.